# Hippodraco
Hippodraco là một chi khủng long, được McDonald Kirkland DeBlieux S. K. Madsen Cavin A. R. C. Milner & Panzarin mô tả khoa học năm 2010.